# Brian Bromberg
Brian Bromberg (Tucson, Arizona, 5 de dezembro de 1960) é um baixista e contrabaixista de jazz, músico de sessão e produtor musical estadunidense que toca em instrumentos elétricos e acústicos. Embora ele tenda a gravitar em torno do gênero smooth jazz, Bromberg lançou alguns discos de straight-ahead jazz nos quais ele se apresentou com um trio, e até mesmo se aventurou no território do jazz fusion mais orientado para o rock nos últimos tempos.
Seu estilo de tocar inovador e tecnicamente exigente se estende tanto ao baixo elétrico quanto ao contrabaixo. Em seus álbuns de baixo acústico, Bromberg realiza interpretações jazzísticas de vários gêneros pop e rock dos anos 1960 e 1970 totalmente solo. No que diz respeito ao seu trabalho com o baixo elétrico, Bromberg, entre outros baixistas, ajudou a popularizar o piccolo bass, ou baixo com cada corda afinada uma oitava acima, lançando diversos álbuns em que toca tanto a linha do baixo quanto a melodia.
Em março de 2011, Bromberg firmou parceria com a Carvin Guitars para produzir um modelo de baixo elétrico exclusivo. O B24 e o B25 foram baseados em seu próprio projeto, que era anteriormente fabricado pela Peavey and Dean. Em 2014, Carvin mudou a marca para Kiesel para a maioria dos novos instrumentos, e o modelo Brian Bromberg seguiu o exemplo em 2015.

## Biografia
Bromberg nasceu em 5 de dezembro de 1960, em Tucson, Arizona. Seu pai, e seu irmão David, que tocavam bateria, o influenciaram a aprender o instrumento sozinho. Aos 13 anos, ele começou a seguir seriamente uma carreira como baterista. No entanto, mais ou menos na mesma época, o líder da orquestra da escola o conduziu para o contrabaixo. A partir de então, ele se comprometeu a seguir um regime de prática estrito e até mesmo "foi testado cedo no colégio" por causa do cronograma rigoroso que estabeleceu para si mesmo, como, por exemplo, ganhar experiência tocando ao vivo. Por conta disso, ele aceitava praticamente todos os shows que era convidado. Era um tanto comum Bromberg tocar "cinco a sete noites por semana com várias bandas diferentes." Em 1979, Marc Johnson, o baixista que trabalhava para o pianista de jazz Bill Evans, ouviu Bromberg tocando. Mais tarde, Johnson sugeriu Bromberg ao saxofonista Stan Getz, que estava em busca de um novo baixista. Getz levou a sugestão a sério e fez o teste com Bromberg logo depois. Em apenas seis anos após pegar o baixo, Bromberg se viu com 19 anos fazendo uma turnê internacional com Getz. Além da emoção de tocar com um saxofonista tenor de classe mundial, mais oportunidades começaram a se revelar para o jovem baixista, que iria trabalhar com muitos grandes nomes do mundo da música e eventualmente se tornar um produtor de vários artistas em seu gênero.

## Carreira
Os primeiros álbuns de Bromberg foram no gênero smooth jazz. Ele começou com dois discos que chamaram a atenção de rádios do gênero: "A New Day", em 1986, e "Basses Loaded", em 1988. Seu terceiro álbum, Magic Rain (1989) "se tornou o álbum mais tocado nas rádios durante a primeira semana de seu lançamento". O quarto álbum de Bromberg, "BASSically Speaking", que é seu material mais antigo remasterizado com algumas novas adições, alcançou o top 5 nas paradas de rádio e o 7º na parada de vendas da Billboard.
Com uma sequência sólida entre os fãs do smooth jazz, ele lançou um álbum de jazz, "It's About Time, The Acoustic Project". Este álbum alcançou a quarta posição nas paradas de jazz mainstream em 1991. Para este álbum, Bromberg gravou em trio com Freddie Hubbard e Ernie Watts. Depois de "It's About Time, The Acoustic Project", ele voltou ao smooth jazz. A gravadora que lançou o álbum "Brian Bromberg" (1993) fechou as portas na semana de seu lançamento.
Em fevereiro de 1998, ele lançou "You Know That Feeling", que foi gravado com Rick Braun, Joe Sample, Jeff Lorber e Everette Harp. O álbum se tornou o álbum de maior sucesso de Bromberg, mais tarde superado por "Wood", e seu primeiro disco de smooth jazz a alcançar o topo das paradas do gênero. "You Know That Feeling" teve três singles seguidos, cada um deles chegando ao terceiro lugar nas paradas. Passou dezessete meses consecutivos nas paradas, oito meses entre os dez primeiros, quase seis meses entre os cinco primeiros. Este álbum foi o quinto álbum mais tocado do top 100 do ano nas paradas do smooth jazz. Músicas de You Know That Feeling ainda são tocadas regularmente em estações de smooth jazz em toda a América.
Depois de You Know That Feeling, os álbuns de Bromberg se desviaram de suas raízes do smooth jazz. "Wood" (2002), produzido por um selo japonês, foi gravado com o pianista Randy Waldman e seu irmão, David Bromberg, na bateria. "Wood" contém versões de jazz solo de "Carry on My Wayward Son", do Kansas e "Let 'Em In", de Paul McCartney. Além das peças solo, "Wood" e "Wood 2" (com o baterista Vinnie Colaiuta substituindo David Bromberg) contêm interpretações de músicas de Wayne Shorter e Woody Herman. Em uma mudança ainda mais acentuada de seu passado do smooth jazz, Bromberg lançou Metal (2005) com o baterista Joel Taylor.
Em 2003, Bromberg gravou um disco simplesmente intitulado Jaco, no qual canta muitas das canções notáveis de Jaco Pastorius.

### Demais Trabalhos

#### Como Produtor
Como produtor musical, Bromberg produziu oito sucessos top-ten, sete hits top-five e dois hits número um. Além de seu contrabaixo de 300 anos, ele usa os baixos Dean, Bob Mick, Mick Donner e Peavey com amplificação Epifani. Ele também possui um baixo Carvin de edição exclusiva.

#### Como Músico de Sessão
Como músico de sessão, Bromberg é creditado em álbuns de artistas como Anita O' Day, Arturo Sandoval, Barney Kessel, Benny Golson, Bill Evans, Billy Cobham, Bob James, Bob Mintzer, Bobby Lyle, Boney James, Carmen McRae, Chris Botti, Clark Terry, Dave Grusin, Dave Koz, David Benoit, David Foster, Diane Schur, Dianna Krall, Dizzy Gillespie, Doc Powell, Dudley Moore, Eddie Harris, Elvin Jones, Elvis Costello, Ernie Watts, Freddie Hubbard, George Duke, Gerry Mulligan, Gonzalo Rubalcaba, Hank Jones, Herb Ellis, Herbie Hancock, Herbie Mann, Horace Silver, Ivan Lins, James Moody, Jeff Lorber, Joe Farrell, Joe Lovano, Joe Sample, Johnathan Butler, Johnny Mandel, Josh Grobin, Joshua Redman, Keiko Matsui, Kenny Baron, Kenny G, Kenny Garrett, Kenny Rankin, Kirk Whalum, Lalo Schiffren, Larry Carlton, Lee Konitz, Lee Ritenour, Lenny White, Les McCann, Lionel Hampton, Lou Rawls, Michael Brecker, Michael Bublé, Michael Crawford, Michel Legrand, Monte Alexander, Nancy Wilson, Patrice Rushen, Paula Cole, Peter White, Randy Brecker, Rene Olstead, Richard Elliot, Richie Cole, Rick Braun, Robben Ford, Roy Hargrove, Russ Freeman, Sadao Watanabe, Sarah Vaughan, Shirley Horn, Sonny Stitt, Stan Getz, Stanley Jordan, Stanley Turrentine, Steve Lukather, Tom Scott, Tony Williams, Toots Thielemans, Vinnie Colaiuta, Woody Shaw.
Ele também gravou um bom número de trilhas-sonoras para cinema e televisão.

## Estilo Musical
Bromberg é considerado um virtuoso e um dos maiores expoentes técnicos tanto do baixo elétrico (também em sua versão fretless) quanto do contrabaixo. Capaz de transitar com igual fluência em gêneros tão diversos como o jazz, funk ou jazz fusion, Brian Bromberg também é um dos poucos baixistas que conseguiram aplicar com sucesso a técnica de tapping de duas mãos, popularizada por Stanley Jordan na guitarra, ao baixo elétrico. Além disso, Bromberg exibe um domínio técnico quase absoluto em cada faceta de ambos os instrumentos (baixo elétrico e contrabaixo), tornando-o um dos músicos de sessão mais versáteis e respeitados do mundo atualmente. Embora sua música tem mostrado uma certa tendência a gravitar em torno do smooth jazz, também é verdade que o trabalho de Bromberg mostra um lado mais inovador e eclético, seja em álbuns puramente acústicos como Wood (2002), ou em seu álbum tributo a Jaco Pastorius, intitulado simplesmente, Jaco (2002).

## Discografia
Solo
- 1986 - A New Day
- 1988 - Basses Loaded
- 1989 - Magic Rain
- 1990 - BASSically Speaking
- 1991 - It's About Time: The Acoustic Project
- 1993 - Brian Bromberg
- 1997 - You Know That Feeling
- 2002 - Wood
- 2002 - Jaco
- 2003 - Brombo! Jb Project
- 2004 - Choices
- 2004 - Bass Freak Out
- 2005 - Metal
- 2006 - Wood II
- 2007 - Downright Upright
- 2009 - Hands
- 2009 - It Is What It Is
- 2010 - Bromberg Plays Hendrix
- 2012 - Compared To That
- 2012 - In the Spirit of Jobim
- 2016 - Full Circle
- 2018 - Thicker Than Water
- 2020 - Celebrate Me Home: The Holiday Sessions
- 2021 - A Little Driving Music

em parceria com David Benoit e Gregg Bissonette
- 2000 - Great Composers of Jazz
- 2006 - Standards